# ایان بنن
ایان بنن (انگلیسی: Ian Bannon؛ زادهٔ ۱ ژانویهٔ ۱۹۵۹) بازیکن فوتبال است.